# سورن غيد
سورن غيد هو شخصية أعمال وضابط وسياسي دنماركي، ولد في 27 يناير 1963 في هولستيبرو في الدنمارك. نشط حزبياً في الحزب الليبرالي.

## مناصب
- انتخب عضو فولكتنغ [الإنجليزية]‏ عن دائرة Ringkøbing County constituency  [لغات أخرى]‏ وقد انضم خلال فترته النيابية ‏ للكتلة البرلمانية الحزب الليبرالي.
- انتخب عضو فولكتنغ [الإنجليزية]‏ عن دائرة Ringkøbing County constituency  [لغات أخرى]‏ وقد انضم خلال فترته النيابية ‏ للكتلة البرلمانية الحزب الليبرالي.
- في انتخابات البرلمان الأوروبي 2019، انتخب عضو في البرلمان الأوروبي عن دائرة الدنمارك (دائرة انتخابية للبرلمان الأوروبي) لترشحه ضمن قائمة الحزب الليبرالي، وقد انضم خلال فترته النيابية (2 يوليو 2019 – ) للكتلة البرلمانية كتلة تجديد أوروبا.
- انتخب عضو فولكتنغ [الإنجليزية]‏ عن دائرة West Jutland (Folketing constituency) [الإنجليزية]‏ وقد انضم خلال فترته النيابية ‏ ( – 23 فبراير 2010) للكتلة البرلمانية الحزب الليبرالي.
- انتخب وزير الدفاع [الإنجليزية]‏ (24 أبريل 2004 – 22 فبراير 2010).
- انتخب عضو فولكتنغ [الإنجليزية]‏ عن دائرة North Jutland (Folketing constituency) [الإنجليزية]‏ وقد انضم خلال فترته النيابية ‏ للكتلة البرلمانية الحزب الليبرالي.